# The Carrie Diaries
Cet article concerne la série télévisée. Pour le roman dont elle est adaptée, voir Le Journal de Carrie.
Sex and the City
The Carrie Diaries est une série télévisée américaine en 26 épisodes de 42–45 minutes, développée par Amy B. Harris et diffusée entre le 14 janvier 2013 et le 31 janvier 2014 sur The CW et en simultanée au Canada sur Citytv.
Adaptée du roman Le Journal de Carrie de la romancière américaine Candace Bushnell, il s'agit également d'une préquelle de la série télévisée Sex and the City, diffusée entre 1998 et 2004 sur HBO. Elle met en scène la jeunesse de Carrie Bradshaw, l'héroïne de la série originale.
En France et en Belgique, la série a été diffusée entre le 22 novembre 2016 et le 14 février 2017 sur ELLE Girl. Néanmoins, elle reste inédite dans les autres pays francophones.

## Synopsis
En 1984, Carrie Bradshaw est une adolescente de 16 ans vivant dans une petite ville de banlieue, Castlebury, dans le Connecticut avec son père et sa petite sœur, Tom et Dorrit. Depuis le décès de sa mère, le quotidien de Carrie n'est pas facile, son père étant dépassé par ses responsabilités et sa sœur en pleine rébellion.
Carrie étudie au lycée de la ville avec ses trois meilleurs amis : Mouse, Maggie et Walt. Là-bas, elle commence à s'intéresser à Sebastian Kydd, un nouvel élève avec une mauvaise réputation. Parallèlement, Carrie effectue un stage dans un cabinet d'avocat à New York, la ville de ses rêves.
En ville, elle fait la rencontre de Larissa Loughlin, une Hit-Girl britannique qui travaille pour le magazine Interview, qui devient sa mentor et lui fait découvrir New York et ses secrets. Son amitié avec Larissa pourrait également l'aider à réaliser son rêve professionnel : devenir écrivaine.

## Distribution

### Acteurs principaux
- AnnaSophia Robb (VFB : Ludivine Deworst) : Carrie Bradshaw
- Austin Butler (VFB : Fabien Finkels) : Sebastian Kydd
- Ellen Wong (VFB : Claire Tefnin) : Jill « Mouse » Chen
- Katie Findlay (VFB : Maïa Baran) : Maggie Landers
- Stefania Owen (VFB : Aline Piron) : Dorrit Bradshaw
- Brendan Dooling (VFB : Maxime Van Santfoort) : Walter « Walt » Reynolds
- Chloe Bridges (VFB : Sophie Landresse) : Donna LaDonna
- Freema Agyeman (VFB : Mélissa Windal) : Larissa Loughlin
- Matt Letscher (VFB : Simon Duprez) : Tom Bradshaw
- Lindsey Gort (en) : Samantha Jones (saison 2)

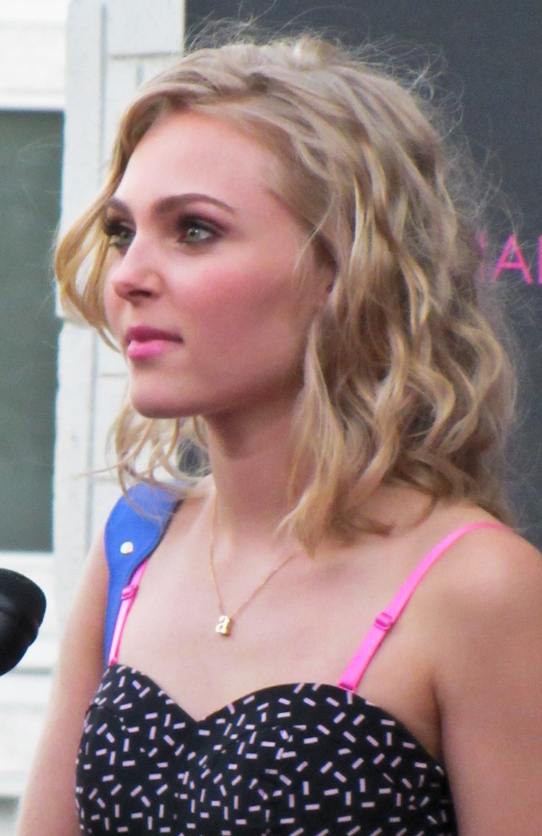
AnnaSophia Robb interprète Carrie.
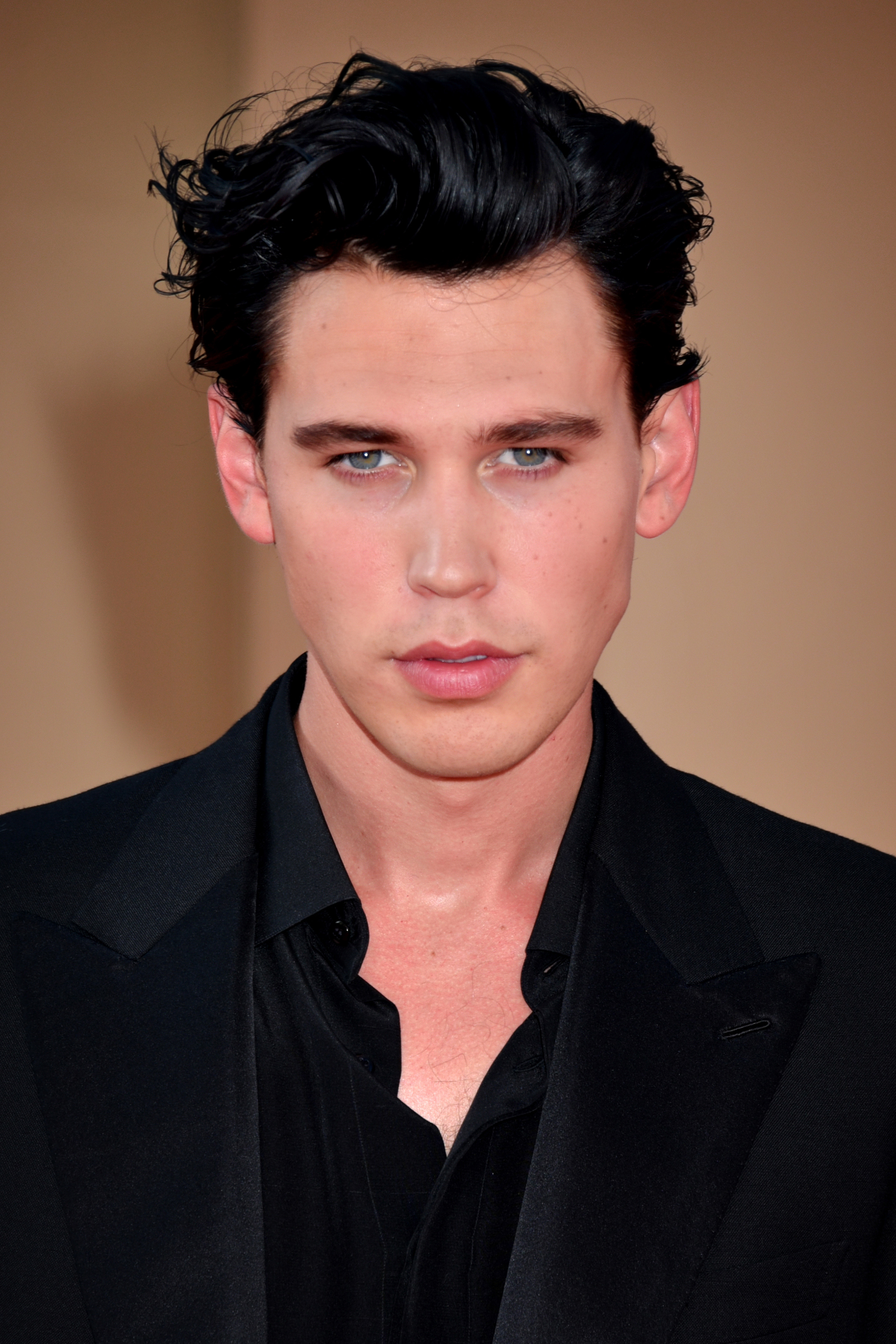
Austin Butler interprète Sebastian.
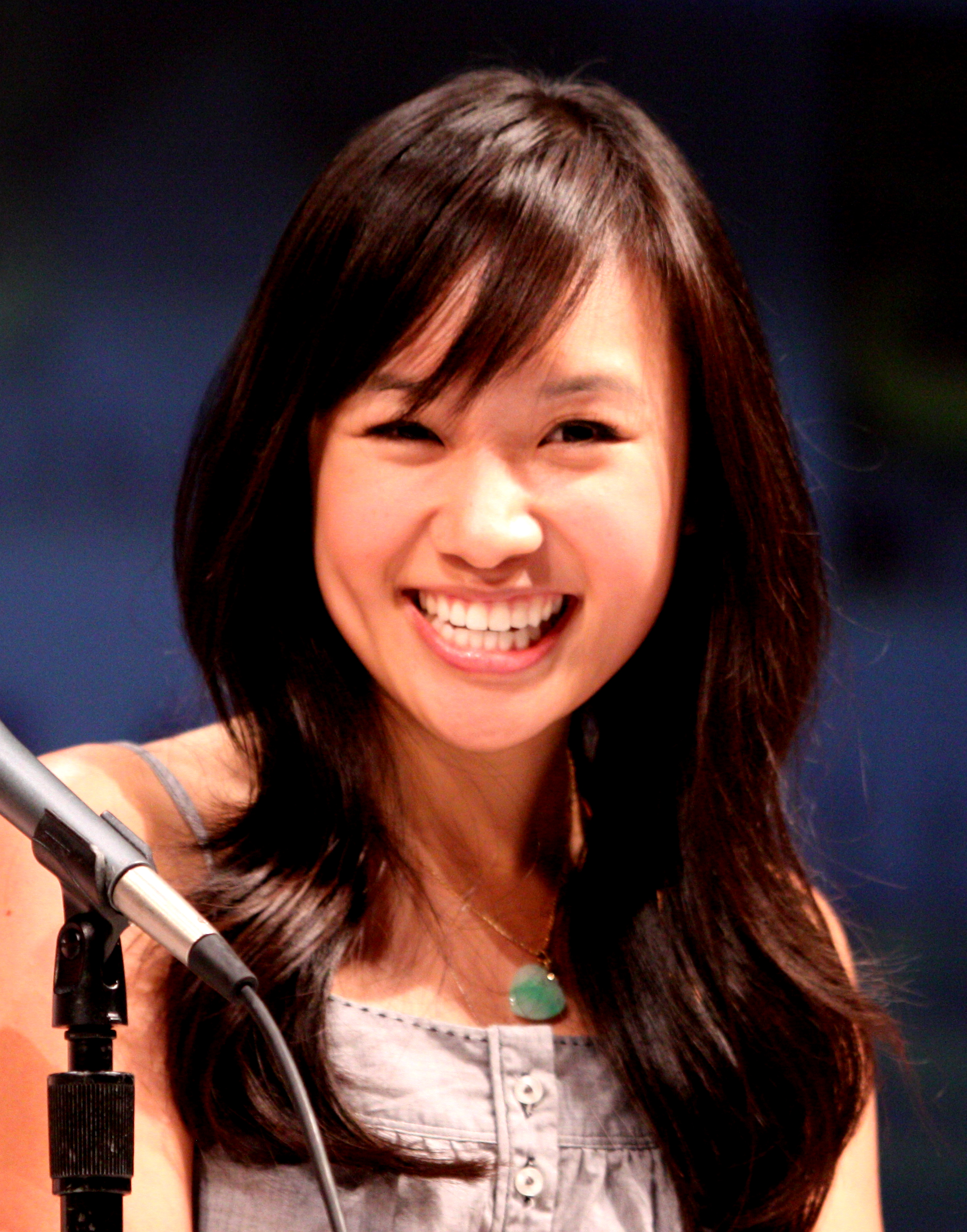
Ellen Wong interprète Mouse.
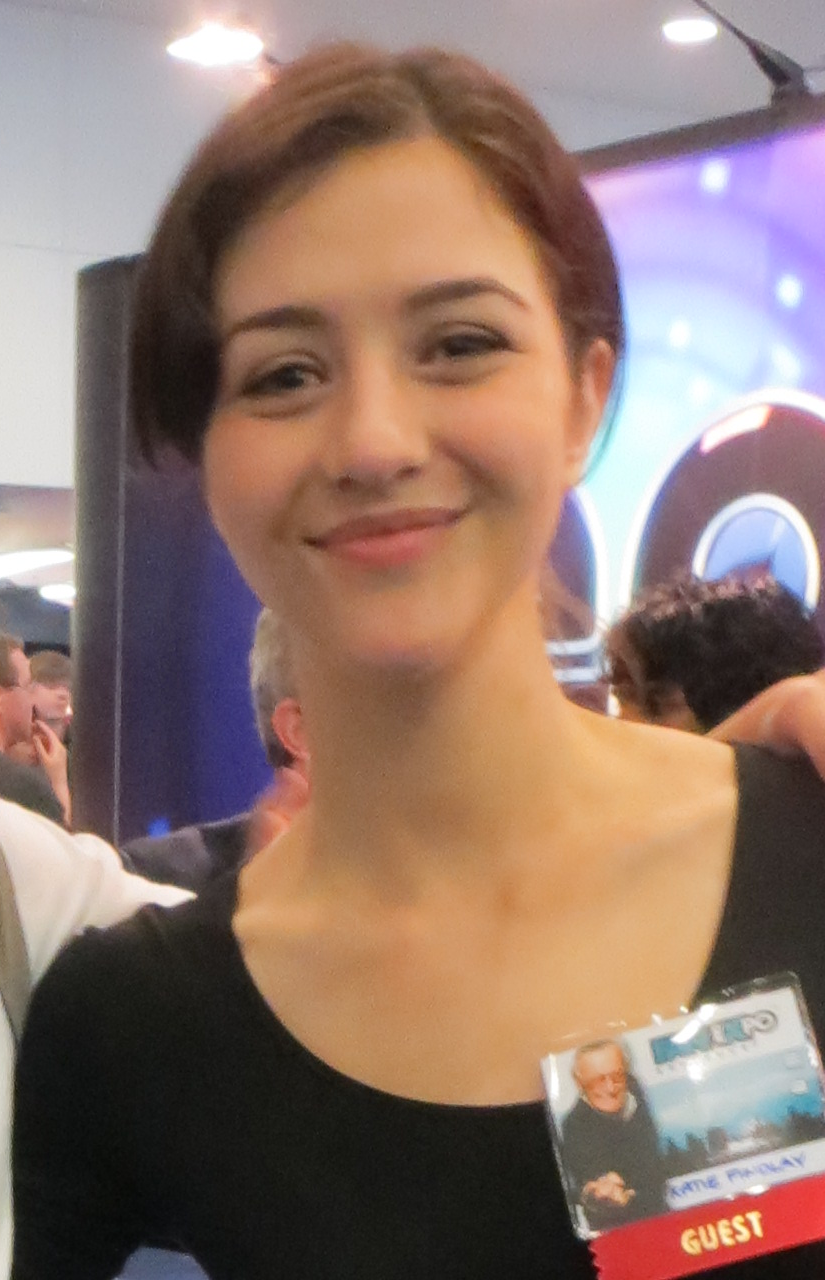
Katie Findlay interprète Maggie.
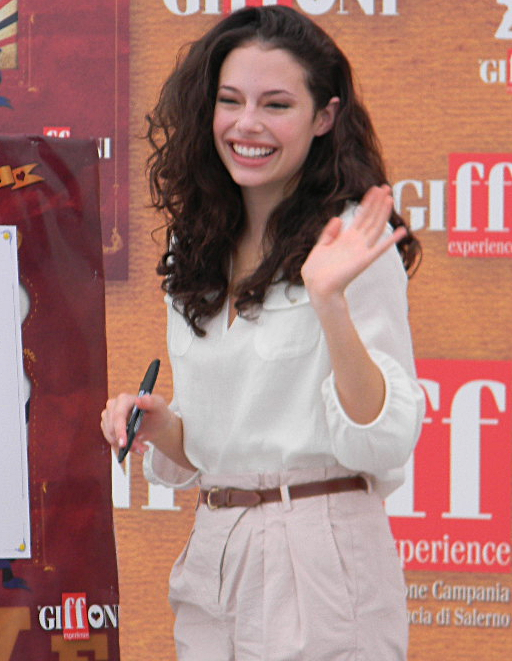
Chloe Bridges interprète Donna.
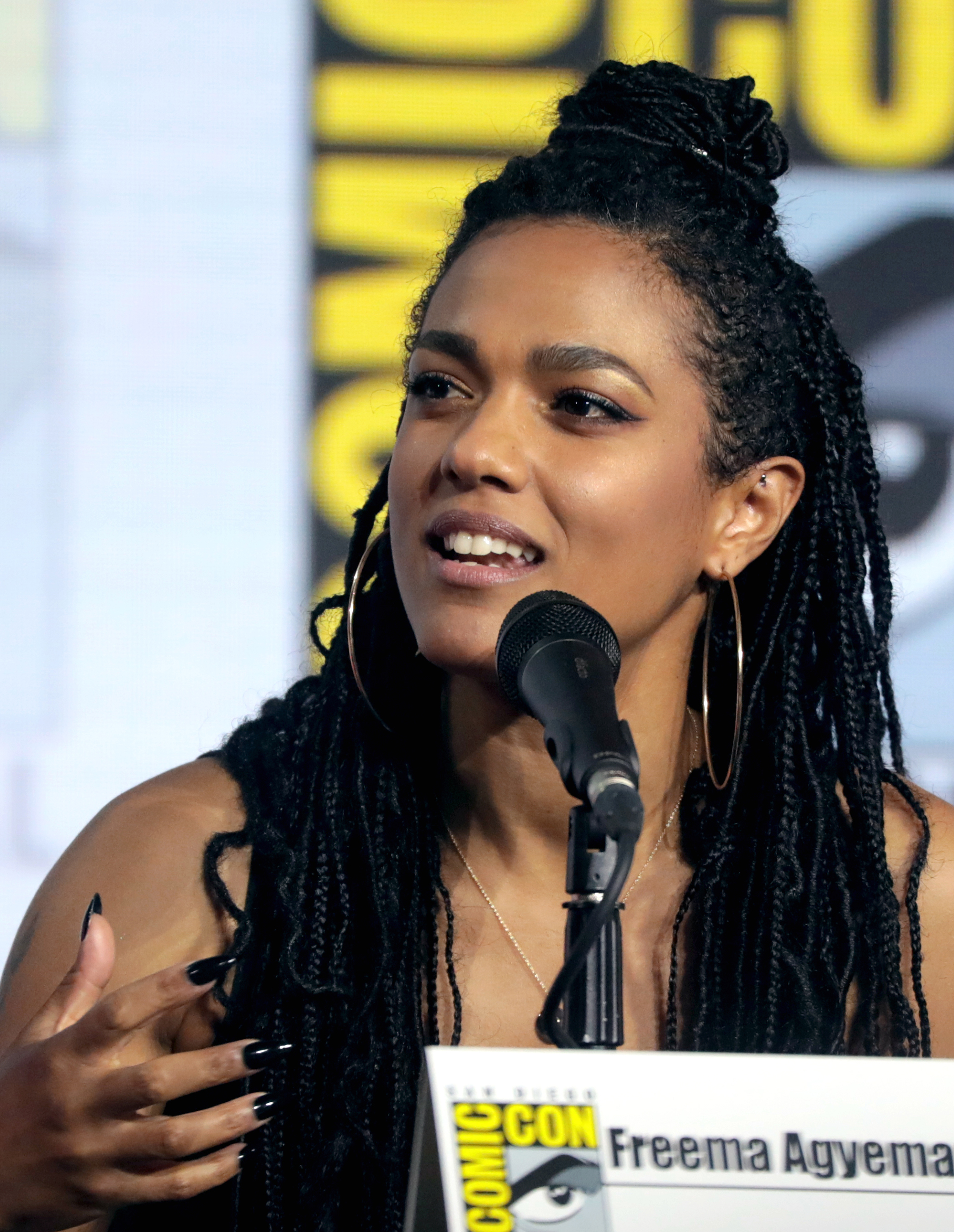
Freema Agyeman interprète Larissa.
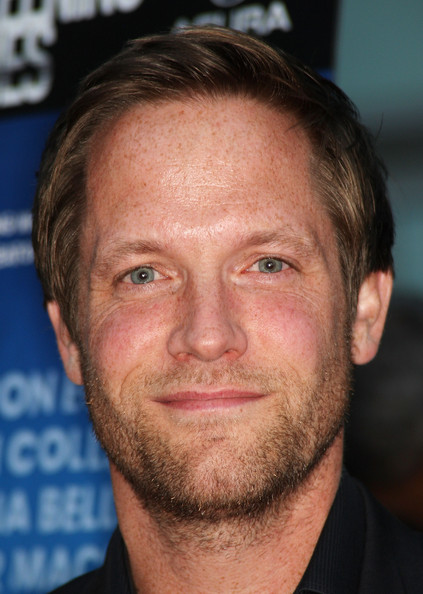
Matt Letscher interprète Tom.

### Acteurs récurrents et invités
- Jake Robinson : Bennet Wilcox
- Josh Salatin : Simon Byrnes
- R.J. Brown : Thomas West
- Scott Cohen : Harlan Silver
- Whitney Vance et Alexandra Miller : les « Jen »
- Evan Crooks (en) : Mitchell Miller
- Nadia Dajani : Deb
- Noelle Beck : Mme Kydd
- Kate Nowlin : Barbara (saison 1 - invitée saison 2)
- Chris Wood : Adam Weaver (saison 2)

Version française
- Société de doublage : Dubbing Brothers Belgique
- Direction artistique : Marie Van Ermengem
- Adaptation des dialogues : Myriam Tonarelli

Source VF : Carton de doublage en fin d'épisode lors de la diffusion sur ELLE Girl.

## Production

### Développement
En septembre 2011, le réseau The CW annonce le développement d'une préquelle de la série télévisée Sex and the City. La série sera basée sur le roman Le Journal de Carrie, lui-même préquelle du roman sur lequel la série originale est basée. Il est dévoilé que la série serait produite par Stephanie Savage et Josh Schwartz, le duo derrière l'adaptation télévisée de Gossip Girl et sera adaptée par Amy B. Harris, ancienne scénariste sur Sex and the City.
En janvier 2012, le réseau commande un épisode pilote et Candace Bushnell rejoint la production. Satisfait du pilote, le réseau commande officiellement la série le 11 mai 2012. La série est produite par Warner Bros. Television, une filiale de WarnerMedia qui dispose des droits des romans de Bushnell et avait produit la série originale ainsi que les deux films via son autre filiale, HBO.
En mai 2013, la série est renouvelée pour une seconde saison. Cette nouvelle saison est victime d'une forte baisse des audiences ce qui entraine l'annulation de la série en mai 2014. À la suite de l'arrêt de la série, Amy B. Harris dévoile qu'après l'arrivée de Samantha Jones dans la seconde saison, c'est Miranda Hobbes qui aurait été introduite dans la troisième. La future avocate aurait été la colocataire de Mouse à Harvard.

### Distributions des rôles

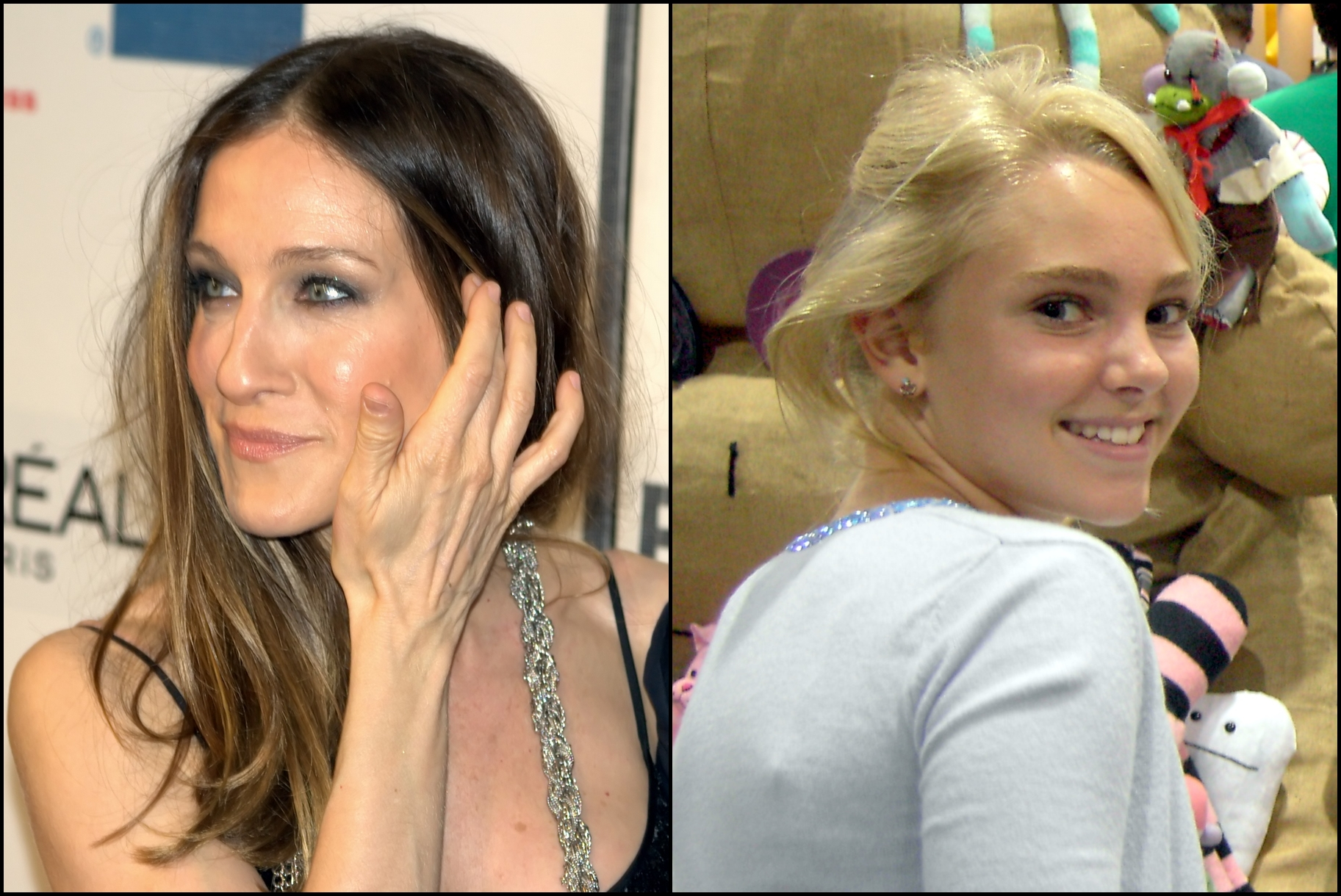
Sarah Jessica Parker, l'interprète de Carrie Bradshaw adulte dans Sex and the City, et AnnaSophia Robb qui l'interprète adolescente dans la préquelle.

Au début du mois de février 2012, Stefania Owen décroche le rôle de Dorrit Bradshaw, la petite sœur de Carrie. En fin de mois, AnnaSophia Robb signe pour devenir Carrie Bradshaw, succédant donc à Sarah Jessica Parker. L'actrice originale lui a d'ailleurs fait parvenir un courier pour la féliciter et l'encourager.
Quelques jours après la signature de Robb, Ellen Wong et Katie Findlay, les deux meilleures amies de Carrie. En mars 2012, Austin Butler rejoint la distribution pour le rôle de Sebastian Kydd, le premier amour de Carrie. Il est suivi par Freema Agyeman, Brendan Dooling et Matt Letscher. Chloe Bridges est la dernière actrice à rejoindre la distribution principale en fin de mois.
En juillet 2013, il est dévoilé que la seconde saison introduira Samantha Jones. Le mannequin britannique Poppy Delevingne passe une audition mais c'est Lindsey Gort qui décroche le rôle.

### Tournage
Le tournage de la série s'est déroulé dans l'État de New York.

### Fiche technique
- Titre original : The Carrie Diaries
- Développement : Amy B. Harris (en), d'après le roman Le Journal de Carrie de Candace Bushnell
- Direction artistique : Larry W. Brown
- Décors : Christina Tonkin Noble
- Costumes : Eric Daman
- Photographie : John Thomas
- Casting : Alyssa Weisberg et Jessica Daniels
- Musique : Mark Mothersbaugh
- Production : Jonathan C. Brody
- Producteur délégués : Miguel Arteta, Candace Bushnell, Len Goldstein, Amy B. Harris, Stephanie Savage et Josh Schwartz
- Sociétés de production : Fake Empire, A.B. Baby Productions et Warner Bros. Television
- Sociétés de distribution : The CW (télévision, États-Unis) et Warner Bros. Television (globale)
- Pays d'origine :  États-Unis
- Langue originale : anglais
- Format : couleur - 16:9 HD - son Dolby Digital
- Genre : Comédie dramatique
- Durée : 42–45 minutes
- Public :
  -  États-Unis :  (interdit aux moins de 14 ans, contrôle parentale obligatoire)
  -  France : Tous Publics

 Sauf indication contraire, les informations mentionnées dans cette section peuvent être confirmées par la base de données cinématographiques IMDb,  présente dans la section « Liens externes ».

## Épisodes
| Saisons | Saisons | Nombre d'épisodes | Diffusion originale | Diffusion originale |
| Saisons | Saisons | Nombre d'épisodes | Début de saison     | Fin de saison       |
| ------- | ------- | ----------------- | ------------------- | ------------------- |
|         | 1       | 13                | 14 janvier 2013     | 8 avril 2013        |
|         | 2       | 13                | 25 octobre 2013     | 31 janvier 2014     |

### Première saison (2013)
Composée de treize épisodes, elle a été diffusée entre le 14 janvier et le 8 avril 2013.
1. Nouvelle perspectives (Pilot)
2. La Spirale du mensonge (Lie With Me)
3. À lire avant utilisation (Read Before Use)
4. Halloween (Fright Night)
5. Territoires dangereux (Dangerous Territory)
6. Objectif Thanksgiving (Endgame)
7. Entre deux feux (Caught)
8. Chacun ses secrets (Hush Hush)
9. La Peur de l'inconnu (The Great Unknown)
10. Bons et mauvais chemins (The Long and Winding Road Not Taken)
11. Crise identitaire (Identity Crisis)
12. La Toute Première fois (A First Time for Everything)
13. Dire adieu au passé (Kiss Yesterday Goodbye)

### Deuxième saison (2013-2014)
Composée de treize épisodes, elle a été diffusée entre le 25 octobre 2013 et le 31 janvier 2014.
1. Échec et mat (Win Some, Lose Some)
2. Oser la vérité (Express Yourself)
3. L'Art d'être zen (Strings Attached)
4. Limites (Borderline)
5. Dangereusement proches (Too Close for Comfort)
6. Sortir de sa zone de confort (The Safety Dance)
7. La Rumeur (I Heard a Rumor)
8. Secondes chances (The Second Time Around)
9. Sous pression (Under Pressure)
10. Espoirs déçus (Date Expectations)
11. L'Instinct animal (Hungry Like the Wolf)
12. Le Poids des traditions (This Is the Time)
13. Au revoir mais pas adieu (Run to You)

## Accueil

### Critiques
La série a reçu des critiques allant de positives à mitigées. Sur Rotten Tomatoes, elle dispose d'un score de 67 % de critiques positives, avec une note moyenne de 6,31/10 sur la base de 39 critiques collectées. Le consensus critique établi par le site résume que « même si AnnaSophia Robb est charmante dans le rôle principal, ce spin-off de Sex and the City souffre d'une narration poussée à bout et d'une écriture moyenne ».
Sur Metacritic, la saison obtient une note de 58/100 basée sur 23 critiques collectées.

### Audiences
La série est diffusée sur le réseau The CW dont les séries, pour la saison 2011-2012, ont eu une audience moyenne allant de 1,18 million de téléspectateurs (0,59 % des 18-49 ans) pour Gossip Girl à 2,81 millions de téléspectateurs (1,29% des 18-49 ans) pour Vampire Diaries.
La meilleure audience de la série a été réalisée par le premier épisode de la série, Nouvelle perspectives , avec 1,61 million de téléspectateurs. La pire audience a été réalisée par le septième épisode de la deuxième saison, La Rumeur, avec seulement 696 000 téléspectateurs.
| Saisons | Diffusion      | Nombre d'épisodes | Lancement       | Lancement       | Final           | Final           | Téléspectateurs (en moyenne) |
| Saisons | Diffusion      | Nombre d'épisodes | Date            | Téléspectateurs | Date            | Téléspectateurs | Téléspectateurs (en moyenne) |
| ------- | -------------- | ----------------- | --------------- | --------------- | --------------- | --------------- | ---------------------------- |
| 1       | Lundi, 20 h    | 13                | 14 janvier 2013 | 1,61 million    | 8 avril 2013    | 1,00 million    | 1,14 million                 |
| 2       | Vendredi, 20 h | 13                | 25 octobre 2013 | 780 000         | 31 janvier 2014 | 864 000         | 820 000                      |

## Autour de la série

### Incohérences avecSex and the City
La série contient plusieurs incohérences avec Sex and the City dont elle est pourtant le préquelle. Ces incohérences peuvent être expliqués par le fait que la série originale s'inspirait très librement du roman de Candace Bushnell alors que The Carrie Diaries, même si elle prend également de nombreuses libertés, conserve un peu plus d'éléments du roman.
Dans Sex and the City, Carrie dévoile dans la quatrième saison que son père l'a abandonné elle et sa mère quand elle avait cinq ans. Dans The Carrie Diaries, Tom Bradshaw est bel et bien présent et la mère de Carrie est décédée à cause d'un cancer. Dans la série originale, Carrie ne mentionne jamais l'existence d'une sœur sauf dans l'épisode Bozo la touffe dans lequel elle se fait passer pour sa petite sœur au téléphone.
Dans Sex and the City 2, Carrie révèle être arrivée à New York en 1986 à l'âge de 20 ans. Pourtant, dans la préquelle qui se déroule en 1984, elle est âgée de 16 ans, ce qui signifie qu'elle aurait eu 18 ans en 1986.
Dans la série originale, Carrie a perdu sa virginité avec Seth Bateman sur une table de ping-pong. Dans la préquelle, elle fait l'amour pour la première fois avec Adam Weaver dans un lit. La table de ping-pong est seulement évoquée. Pareil pour sa vie amoureuse, dans Sex and the City le premier amour de Carrie est Jeremy Wade, qu'elle re-croise par la suite. Dans The Carrie Diaries, son premier amour est Sebastian Kydd.
Une autre incohérence concerne Samantha Jones : Dans la troisième saison de Sex and the City, elle révèle à Carrie, Charlotte et Miranda qu'elle est plus âgée qu'elles. Néanmoins, quand Carrie rencontre Samantha dans The Carrie Diaries, elle est déjà au courant de leur différence d'âge.
Noelle Beck qui joue dans cinq épisodes de The Carrie Diaries, joue dans un épisode de Sex and the City diffusé en 1998. Pareil pour Nadia Dajani, présente dans six épisodes de la préquelle et dans un épisode de la série originale, datant de 2002. Néanmoins, ces apparitions ne peuvent pas être véritablement considérées comme des incohérences, cela étant fréquent dans le milieu audiovisuel américain de voir le même acteur interpréter des personnages différents dans des séries du même univers.

## Distinctions
Sauf indication contraire, les informations mentionnées dans cette section peuvent être confirmées par la base de données cinématographiques IMDb,  présente dans la section « Liens externes ».

### Récompenses
- Teen Film/TV Series International Award 2014 : Meilleure série télévisée

### Nominations
- Teen Choice Awards 2013 :
  - Meilleure nouveauté télévisée
  - Révélation de l'année à la télévision pour AnnaSophia Robb
- Young Artist Awards 2014 : Meilleure performance dans une série pour un acteur récurrent (17-21 ans) pour Evan Crooks
- Teen Film/TV Series International Award 2014 : Meilleure actrice dans une série télévisée pour AnnaSophia Robb